# پادشاهی اسرائیل (پادشاهی متحد)
پادشاهی متحد اسرائیل (عبری: הממלכה המאוחדת‎)  نامی است که به پادشاهی اسرائیل در زمان شائول (طالوت)، داوود و سلیمان داده شده‌ است. این پادشاهی از سال ۱۰۳۰ تا ۹۳۰ قبل از میلاد وجود داشت تا اینکه پس از مرگ سلیمان به دو قسمت تقسیم شد. پادشاهی شمالی اسرائیل از ده قبیله و پادشاهی یهودا در جنوب از دو قبیله اسرائیل تشکیل شد. بیشتر تاریخ موجود در مورد این برهه از کتاب مقدس است و بعضی تاریخدانان در مورد صحت این تاریخ شبهاتی را مطرح کرده‌اند.

## تاریخ
بر اساس کتاب قاضیان، قوم اسرائیل ابتدا دارای پادشاه مشخصی نبود و شورایی از قاضیان بر آن مدیریت می‌کرد. مردم به تدریج درخواست پادشاهی کردند که بتواند اختلاف داخلی بین قبایل اسرائیل را کم کرده و آن‌ها را هم متحد کند. در این زمان سموئل، شائول (طالوت) از قبیله بنیامین را به عنوان اولین شاه مسح کرد. کتاب مقدس اشاره می‌کند که قوم اسرائیل در مورد داشتن پادشاه مطمئن نبودند زیرا پادشاه کسی بود که قدرت زیادی بر مردم داشت و در تفکر آنان این موقعیت مختص خداوند بود. کتاب مقدس اشاره می‌کند که شائول به خدا پایبند نبود و از این رو پادشاهی او از بین رفت. در کتاب مقدس، شائول در جنگ با فلسطین خودکشی می‌کند. داوود و شائول ابتدا اختلافاتی با یکدیگر داشتند ولیکن جاناتان پسر شائول و میشال دختر داوود، به داوود کمک کردند که از دست شائول فرار کرده و بعد مدتی صلح کنند. جانشین شائول، ایشبوشت، به پادشاهی اسرائیل رسید ولیکن فقط به مدت دو سال پادشاهی کرد تا اینکه به قتل رسید و داوود جانشینش شد. بعضی تاریخدانان معتقدند که ممکن است داوود در قتل ایشبوشت نقش داشته باشد. قوم اسرائیل علیه داوود شورش می‌کند و پسر او ابسالوم را به پادشاهی برمی‌گزیند؛ ولیکن داوود موفق می‌شود شورشیان را شکست دهد و قدرت خود را بر تمامی اسرائیل اعمال کند. داوود پادشاهی متحد قدرتمندی ایجاد می‌کند و اورشلیم را در سال ۱۰۰۶ قبل از میلاد به پایتختی انتخاب می‌کند (قبل از آن، حبرون پایتخت اسرائیل بود) و دشمنان اسرائیل را شکست می‌دهد و قدرت مهمی در منطقه می‌شود. پسر داوود، سلیمان، جایگزینش شد. در زمان او اسرائیل بسیار قدرتمند و ثروتمند شد و معبد سلیمان را در اورشلیم ساختند. بعد از مرگ سلیمان در  ۹۲۶ قبل از میلاد، پادشاهی اسرائیل به دو بخش پادشاهی شمالی اسرائیل و پادشاهی یهودا تقسیم می‌شود.
به عقیده آلتر، تلاش برای توضیح تقسیم قبیله‌ها (در سفر تثنیه باب ۲۷) با رویکرد به شجره‌نامه راه به جایی نخواهد برد. رویکرد به جغرافیا هر چند ممکن است کافی نباشد اما بهترین توضیح را فراهم می‌کند. هر شش قبیله‌ای که در کوه شمالی (عبال) ساکن بودند، قلمرویی در شمال و یا شرق اردن داشتند و بخشی از پادشاهی شمالی شدند. چهار قبیله از شش قبیله که در کوه جنوبی (گریزیم) ساکن بودند، در قلمرویی در جنوب مرج ابن عامر ساکن شدند.